# Vasilij Čičagov
Vasilij Jakovljevič Čičagov (rusko Васи́лий Я́ковлевич Чичаго́в), ruski mornariški častnik. * 28. februar 1726, Kommunar, † 4. april 1809, Sankt Peterburg.
Bil je admiral Ruske imperialne mornarice in poveljnik Baltske flote med rusko-švedsko vojno (1788–1790).

## Življenjepis
Čičagov se je pri 16 letih pridružil vojni mornarici. Postal je namestnik poveljnika pristanišča Arhangelsk. V letih 1765 in 1766 se je odpravil na tajne odprave na treh ladjah s polotoka Kola v smeri Kamčatke, da bi odkril morski prehod iz Arktičnega ocena do Kamčatke. Zaradi težkih ledenih razmer so te odprave dosegle samo otočje Spitzbergi. Pozneje je bil Čičagov poveljnik pristanišč Arhangelsk, Revel in Kronštat. Med rusko-turško vojno (1768–1774) je Čičagov poveljeval odredu Donske flotilje, ki je branil Kerški preliv. Leta 1782 je postal admiral.
Med rusko-švedsko vojno 1788–1790 je bil poveljnik Baltske flote. Kljub številčni premoči Švedov je zmagal v bitkah pri Ölandu (1789), Revalu in zalivu Viborg (1790). Zajel je več ladij in več kot 5000 švedskih mornarjev ter 200 častnikov, vključno s kontraadmiralom. Te zmage so švedskega kralja Gustava III. prisilile v predčasno sklenitev premirja. 
Leta 1793 je bil poveljnik ekspedicijske flote 25 linijskih ladij, sedmih fregat in več manjših ladij, ki je sodelovala v pomorski blokadi revolucionarne Francije.
Upokojil se je leta 1797, umrl pa leta 1809 in bil pokopan na Lazarevskem pokopališču v Sankt Peterburgu. Napis na njegovem nagrobniku, ki ga je napisala carica Katarina II. osebno, se glasi: »Švedi so šli nadenj s trikratno premočjo. Ko je izvedel, je dejal: "Bog je moj zaščitnik. Ne bodo nas pogoltnili." Odbil napad, plenil in osvojil zmage«.
Bil je oče admirala Pavla Čičagova. Po njem je poimenovana fregata v gradnji za Rusko vojno mornarico razreda Admiral Gorškov.